# Луков переулок
Лу́ков переу́лок — улица в центре Москвы в Красносельском районе между улицей Сретенка и Костянским переулком.

## Происхождение названия
В названии, известном с XVIII века, отразилась (с искажением) фамилия домовладельца — «артиллерии подлекаря» Михаила Луковникова.
В 2022 году ЛДПР предлагала переименовать переулок в улицу Жириновского, в память В. В. Жириновского.

## Описание
Луков переулок начинается справа от Сретенки напротив Большого Сергиевского переулка проходит на восток параллельно Просвирину переулку с севера и Ащеулову с юга и заканчивается на Костянском переулке.
В апреле 2022 года в ЛДПР предложили переименовать переулок в честь В. В. Жириновского.

## Транспорт
Автомобильное движение по переулку одностороннее, от Сретенки.

## Примечательные здания и сооружения
по нечётной стороне:
- № 9 — главный офис ЛДПР[4]; Ранее дом был жилым, здесь жил фотомастер Аркадий Шайхет[5].

по чётной стороне:
- № 2 стр 1. — главный офис Московского кредитного банка[6].
- № 4 — Доходный дом (1903, архитектор М. Е. Приёмышев), в настоящее время — педагогический центр «Поиск» НОУ[7].